# Michael London
Michael London (* in New Haven, Connecticut) ist ein US-amerikanischer Filmproduzent. 

## Leben
London absolvierte ein Studium an der Stanford University und arbeitete im Anschluss bei der Los Angeles Times. Für ein halbes Jahrzehnt war London für 20th Century Fox als production executive tätig und stieg in den frühen 1990er Jahren bis zum Executive Vice President of Production auf. Seit dem Jahr 2002 ist er als Filmproduzent tätig und es entstanden mehr als 30 Filme. Für die Arbeit an Sideways wurde er 2005 für den Oscar in der Kategorie Bester Film nominiert. Bei den Independent Spirit Awards 2005 erhielt er die Auszeichnung in der Kategorie Bester Film.
Seit 2015 ist er auch als Ausführender Produzent an verschiedenen Serien beteiligt, darunter Chance (2016–2017), The Magicians (2015–2020) und Snowfall (seit 2017).
2006 gründete er mit Groundswell seine eigene, unabhängige Produktionsfirma.

## Filmografie (Auswahl)
- 2002: 40 Tage und 40 Nächte (40 Days and 40 Nights)
- 2002: Der Super-Guru (The Guru)
- 2003: Dreizehn (Thirteen)
- 2003: Haus aus Sand und Nebel (House of Sand and Fog)
- 2004: Sideways
- 2005: Die Familie Stone – Verloben verboten! (The Family Stone)
- 2006: The Illusionist
- 2007: King of California
- 2007: Ein Sommer in New York – The Visitor (The Visitor)
- 2008: Smart People
- 2008: Milk
- 2008: Ein verhängnisvoller Sommer (The Mysteries of Pittsburgh)
- 2009: The Marc Pease Experience
- 2010: All Beauty Must Die
- 2012: Lola gegen den Rest der Welt (Lola Versus)
- 2013: Win Win
- 2015: Trumbo
- 2015: Alle Jahre wieder – Weihnachten mit den Coopers (Love the Coopers)
- 2016: Birth of the Dragon
- 2018: In My Skin (Farming)
- 2024: The Greatest Hits